# Robert Axelrod (politicoloog)
Robert Marshall Axelrod (27 mei 1943) is een Amerikaans politiek wetenschapper. Hij doceert aan de Universiteit van Michigan, waar hij sinds 1974 werkt. Zijn bekendste, en meest geciteerde, werk heet The Evolution of Cooperation. Het is een multidisciplinair werk waarin elementen uit de speltheorie en computerwetenschap worden gebruikt.
Axelrod is lid van de Amerikaanse National Academy of Sciences en was een MacArthur Fellow.
Zijn interesses liggen op het gebied van speltheorie, internationale veiligheid, kunstmatige intelligentie en evolutiebiologie.
- Bibsys: 90061760
- Bibliothèque nationale de France: cb12472104q (data)
- CiNii: DA0027021X
- DBLP: 75/4331
- Gemeinsame Normdatei: 12127389X
- International Standard Name Identifier: 0000 0001 2121 6343
- Library of Congress Control Number: n83130304
- Nationale Bibliotheek van Letland: 000029302
- Mathematics Genealogy Project: 219584
- Bibliotheek van het Japanse parlement: 00431953
- Nationale Bibliotheek van Tsjechië: vut2011627142
- Nationale Bibliotheek van Israël: 987007439750505171
- Nationale Bibliotheek van Polen: a0000002773096
- Nationale en Universitaire bibliotheek Zagreb: 000226049
- Nederlandse Thesaurus van Auteursnamen: 070306303
- ORCID: 0000-0003-4758-6590
- Réseau des bibliothèques de Suisse occidentale: 02-A002954359
- SNAC: w66g0mrt
- Système universitaire de documentation: 033912033
- Virtual International Authority File: 14871618
- WorldCat: E39PBJqbqr8G8V39jr8j6m6VG3